# Bonfinópolis
Bonfinópolis är en kommun i Brasilien.   Den ligger i delstaten Goiás, i den sydöstra delen av landet, 150 km sydväst om huvudstaden Brasília. Antalet invånare är 7 536.
Omgivningarna runt Bonfinópolis är huvudsakligen savann. Runt Bonfinópolis är det glesbefolkat, med 20 invånare per kvadratkilometer.